# Кардекю
Кардекю (фр. quart d'ecu — чверть екю) — французька срібна монета, рівна 1 / 4 талера, вартістю в 15 су, запроваджена в 1548 році Генріхом II (1547—1559). На аверсі зображено герб країни між знаками II—II, на реверсі — хрест з квітами.
Завдяки високій якості монета була в обігу далеко за межами Франції (Англія, Нідерланди, Німеччина, Італія). Випускалася також половина кардекю, тобто 1/8 екю.

## Джерело
- 3варич В. В. Нумізматичний словник. — Львів: «Вища школа», 1978, 338 с.